# KAN
KAN（かん、1962年〈昭和37年〉9月24日 - 2023年〈令和5年〉11月12日）は、日本のシンガーソングライター。本名は木村 和（きむら かん）。アップフロントクリエイト所属。

## 生涯

### 生い立ち
福岡県福岡市に2人兄弟の次男として生まれる。1967年（昭和42年）、東田島カトリック幼稚園（現：笹丘カトリック幼稚園）に入園。翌年に福岡市天神のヤマハ音楽教室に入室し、ピアノのレッスンを受ける。
1969年（昭和44年）、福岡市立田島小学校（現：笹丘小学校）に入学。福岡市唐人町のピアノ講師・中村順子に師事し、クラシックピアノを習い始める。講師宅で週1回のピアノレッスンに加え、毎週日曜日に田島キリスト教会（現：福岡聖書キリスト教会）に通い賛美歌を歌う日々を過ごす。団地住まいであったが、ピアノを2台設置するなど、両親（特に母親）からの音楽大学進学の期待が高まっていた。
1972年、4年生のときに福岡市団地対抗少年野球連盟のチームに入団、1974年、6年生でレギュラーに昇格、副キャプテンを兼任した。また、校内唯一の長髪、赤いベルボトムジーンズ、オーバーオールを着こなすなど、ファッションリーダーとして生徒間で注目を集め、福岡の老舗デパート「岩田屋」のランドセルのテレビCMおよび広告にモデルとして出演。

### 中学〜高校時代
1975年（昭和50年）、福岡市立友泉中学校に入学。独学でギターを弾き始め、ビートルズをコピーする。1976年、中学2年生の秋に、高校受験を理由にクラシックピアノをやめる。
1977年、3年生の年にビートルズのコピーバンドを結成（バンド名はミートルズ）。この時に録音した音源はまだ残っており、大阪でのFM番組で放送されたこともある。KANとともにこの当時の番組に出演していたトータス松本はその音源を聴いて、中学生レベルとは思えない完成度・熱き思いに大きな衝撃と感銘を受けたという（その場ではKANに告げられずにいたが、10年程経過して再会した時にその時の感想を伝えた）。なお、2010年4月30日のNHKのFM番組（ジャパニーズ・ゴールデンポップス）において「いつか、ちゃんと（その音源を世に）出そうと思っている。」とKAN本人が発言している。
1978年（昭和53年）、福岡県立城南高等学校に入学。水泳部に所属。同級部員から借りたビリー・ジョエルのアルバム『ニューヨーク52番街』に衝撃を受け、ピアノロックに目覚める（KANはこのLPを本来の所有者に返却するのを忘れ、29年間所持していた。後に返却）。

### 大学時代
1981年（昭和56年）、法政大学社会学部に入学。大学にはほとんど行かず、ピアノを買うために銀座のレストランや六本木のディスコ「玉椿」でのアルバイトに明け暮れる（そのため1982年、2年生の時に留年）。1983年に福岡県立城南高等学校水泳部の先輩らが所属していたフュージョン系バンド「アネット」に、“自分のオリジナル曲をやること”を条件に加入（このバンドで演奏した曲は、KANがデビュー以降に発表した作品の中にも存在する）。
1984年にヤマハ「East West '84」決戦大会で優秀賞、集英社週刊ヤングジャンプ「Sound Contest '84」でヤングジャンプ奨励賞を受賞する。

### デビュー
大学卒業後、1986年（昭和61年）にライトリンクスコーポレーション（1988年にアップフロントエージェンシー（現：アップフロントプロモーション）に吸収合併）と契約。同年、大林宣彦監督作品『日本殉情伝 おかしなふたり ものくるほしきひとびとの群』の音楽を担当（大林とは後に「大連・尾道友港都市博覧会」での上演作品、KANの2ndシングル「BRACKET」のMVでもコンビを組んでいる）。
1987年（昭和62年）4月25日、ポリドールよりシングル「テレビの中に」および同名のアルバムでレコード・デビューした。デビュー後3年ほどは、大きなヒット曲もなく一般にはほとんど知名度はなかったが、わずか3年あまりの間にシングル7枚・アルバム4枚と、シンガーソングライターとして精力的に活動をしていた。

### 「愛は勝つ」が大ヒット
1990年（平成2年）夏、5thアルバム『野球選手が夢だった。』の収録曲「愛は勝つ」が、テレビ朝日『クイズおもしろTV』エンディング曲に採用された。しかし、同番組に使用されたことはあまり話題にならず、この時にはヒットに繋がらなかった。
しかし1991年1月、フジテレビ系『邦ちゃんのやまだかつてないテレビ』の第三期エンディングテーマに用いられ、「愛は勝つ」は大ヒットを遂げる。シングルは200万枚を超えるセールスとなり、オリコンチャートイン52週のロングヒットを記録するなど、90年代を代表する曲となった。
1991年（平成3年）、「愛は勝つ」が同年末の第33回日本レコード大賞（ポップス・ロック部門大賞）を受賞。また、第42回NHK紅白歌合戦にも出場。モーツァルト没後200周年の年であったこともあり、モーツァルトを連想させるかつら&扮装で熱唱。
同年2月、やまだかつてないWinkに作曲提供した「さよならだけどさよならじゃない」（作詞・山田邦子）もヒット、卒業ソングの定番曲ともなった。同年、第29回ゴールデン・アロー賞音楽賞を受賞。
同年4月、彼が主題歌を務めるテレビドラマ「熱血!新入社員宣言」（TBS系）に出演し、俳優デビューも果たした。
同年9月6日、フジテレビ『笑っていいとも!』のテレフォンショッキングに初登場。KANを紹介したのは、前年に『雨にキッスの花束を』『新しい街で』を提供された今井美樹。
1996年（平成8年）にはデビュー以来在籍したポリドールを離れ、レコードレーベルをマーキュリーに移籍。11月、中国・広州の「広東国際広播音楽博覧会」に出演し、代表曲「愛は勝つ」を北京語と中国語で歌唱。
1997年（平成9年）12月25日発表のシングル「ドラ・ドラ・ドライブ大作戦」より、レコードレーベルをワーナーに移籍。
1998年（平成10年）3月5日、ワーナー移籍後初となるアルバム「TIGERSONGWRITER」を発表。配信とサブスクでは、マーキュリーからリリースされた先行シングル「Songwriter/君を待つ」の2曲が収録されていないInternational Versionとして配信されている。
1999年（平成11年）4月、1997年のコンサートツアー「LA TOUR DOMESTICA DEL DECIMO ANNIVERSARIO DAL TREDICI SETTEMBRE PASSANDO IL MIO COMPLEANNO AL OTTO NOVEMBRE」で共演したバイオリニストの早稲田桜子と結婚。
2001年（平成13年）には、レコードレーベルをBMG JAPANへ移籍し、2枚のシングルと1枚のアルバムを発表した。

### フランスの音楽院へ
2002年（平成14年）2月、「フランス人になりたい」の夢に近づくため、住居をフランス・パリに移し、日本での音楽活動はその間休止した。渡仏後、クラシックピアノを基礎から勉強し直すため、2003年（平成15年）1月、エコール・ノルマル・ドゥ・ミュジーク・ドゥ・パリのピアノ科（ノンプロフェッショネル）第2ディヴィジョンに中途入学した。
2004年（平成16年）6月に同科第3ディヴィジョンを修了して、翌月の7月20日に日本に帰国した。

### 帰国後
2005年（平成17年）、初の単身弾き語りツアー「弾き語りばったり#1」を敢行。
2006年（平成18年）2月22日、4年5か月振りのシングル「カレーライス」を発表。同年5月、初の上海ライブを新天地ARKにて行う。同年8月30日に5年振りのアルバム『遥かなるまわり道の向こうで』を発表。
2007年（平成19年）5月12日に公開された映画「ラブデス LOVEDEATH」 （監督:北村龍平）に出演し、約16年ぶりに俳優業の仕事を行い、映画デビューを果たした。
2010年（平成22年）2月10日、シングル『よければ一緒に』を発表し、同年3月10日、アルバム『カンチガイもハナハダしい私の人生』を発表。このアルバムにて、尊敬するアーティストであるASKAとの初コラボレーション作品『予定どおりに偶然に (with ASKA) 』を発表。
2010年10月1日付で、所属事務所をアップフロントエージェンシーからジェイピールームへ移籍。同月27日、オリジナル・アルバムのうち廃盤となっていた『テレビの中に』から『KREMLINMAN』の12枚と、アルバム未収録曲集「Songs Out of Bounds」を「THE RESTORATION SERIES」と銘打ち、リマスタリングのうえ発売した。
2011年（平成23年）10月29日、KANが出演した2作目の映画「ステキな金縛り」 （監督:三谷幸喜）が公開。同年11月、ロシア・モスクワでのイベント【J-FEST 2011】Фестиваль японской современной культуры（日本の現代文化フェスティバル）に出演。
2016年（平成28年）2月3日、約6年ぶりのアルバム「6×9=53」を発表。同月17日には、同事務所所属のアイドル「こぶしファクトリー」がアルバム収録曲の「桜ナイトフィーバー」をカバー。

### 晩年〜死去
2020年（令和2年）2月26日、桜ナイトフィーバー以来5年ぶりとなるシングル「ポップミュージック」を発表。この曲もまた、同事務所所属のアイドル「Juice=Juice」がカバーし、同年4月1日にシングルとして発表した。同年11月25日には約5年ぶりであり、生前最後のリリースとなったアルバム「23歳」を発表した。収録曲の「エキストラ」は翌年、譜久村聖によってカバーされ配信された。
2023年（令和5年）1月1日、所属事務所をジェイピィールームから、同じグループ企業であるアップフロントクリエイトへ移籍。3月18日、「メッケル憩室癌」と診断されたことを公表し、治療に専念するため4月から行われる予定だったツアーを中止することを明らかにした。レギュラーを務める2本のラジオ番組は、本人が出演出来ない場合は代役を立てるなどして継続。
11月3日、2006年以降にアップフロントワークスのzetimaレーベルからリリースした作品をサブスクリプションサービスで解禁。
10月には、留学経験のあるフランスを妻と共に訪れていたが帰国後に体調を崩し、11月12日午後6時29分に死去。61歳没。訃報は17日に発表された。
葬儀は近親者のみで執り行われ、根本要や馬場俊英など、生前親交のあったアーティストも多数参列した。葬儀は本人の意向が反映されたものとなっており、それは遺影や返礼品などといった部分に表れていたという。

### 死後
11月29日には1998年から1999年にワーナーからリリースした作品もサブスクリプションサービスで解禁された。
12月6日には、第65回日本レコード大賞特別功労賞の受賞が発表された。
12月12日には、KANをリスペクトするアーティストによって結成されたユニットKAN with His Friendsよる「KANのChristmas Song 2023」が発表された。参加メンバーは、生前交流が深かった、aiko、トータス松本（ウルフルズ）、スキマスイッチ、根本要（スターダストレビュー）、秦 基博、馬場俊英、槇原敬之の7組。
12月20日、代表曲「愛は勝つ」を含めたポリドール・マーキュリー時代の楽曲の音楽配信が、順次各サブスクリプションサービスで開始。
2024年5月23日、一周忌を迎える2024年11月12日に、ぴあアリーナMMにて親交のあったミュージシャンらがKANの楽曲を披露するライブイベント『KANタービレ 〜今夜は帰さナイトフィーバー〜』を開催することが発表された。

当日はスターダスト☆レビュー、馬場俊英、スキマスイッチ、秦基博の4組がホストを務め、ゲストとしてASKA、K、桜井和寿 (Mr.Children)、佐藤竹善 (Sing Like Talking)、塩谷哲、杉山清貴、谷村有美、トータス松本（ウルフルズ）、林幸治 (TRICERATOPS)、藤井フミヤ、山崎まさよし、和田唱 (TRICERATOPS) が出演した。アンコールでは全員で『愛は勝つ』を歌った。
2024年12月30日、TBSテレビのバラエティ番組「まさかの一丁目一番地」内にて『KANスペシャルドキュメント“最後に愛は勝つ”』が放送され、妻の桜子をはじめ、縁のあるミュージシャンらがKANとの思い出やエピソードの数々を語った。

## 名前の由来
KANの本名「和（かん）」は、父親の木村満（きむらみつる）が命名した。父はRKB毎日放送の番組プロデューサーとして音楽関係の業務を担当し、学校の校歌や北九州地盤の建設業・岡崎工業の社歌作曲、アルバイトで博多どんたくの音楽編曲も行う音楽家でもあった。父は結婚当初から子供を3人欲しており、「何かしらの創作を行う人間に育って欲しい。そして、世の中の人々に平和をもたらす行動を実践する人になって欲しい」と願い、その考えの下、第1子を「索（さく）」、第2子を「和」、第3子を「践」と名付けるつもりでいた（結果として兄弟は2人止まり）。しかし、なぜ「和」を「かん」と読ませたのかはKAN本人も知らされておらず、父親は1990年に死去したため、真相は不明である。
KAN自身は、本来は本名でのデビューを希望していたが、前述の通り「和」を「かん」と読ませることは稀であり、読み間違えられやすいと懸念。また、読み方に関する質問にその都度回答することが面倒だと思ったために大文字でローマ字読みの芸名にした。なお、2005年5月に開設したオフィシャルサイトのURLは「www.kimuraKAN.com」（きむらかんドットコム）である。開設時に通信販売限定で発売された弾き語りCD『何の変哲もない Love Songs』は、通常の音楽活動と区別するため「木村和」名義にしている。

## 音楽
ASKAとの共作である「予定どおりに偶然に (with ASKA) 」、ヨースケ@HOMEとの共作である「コタツ」以外の発表した楽曲はKAN自身が作曲している。
また、秦基博の「カサナル」と合体して一つの楽曲「カサナルキセキ」とすることを想定して制作した「キセキ」という曲もある（秦基博の楽曲は秦基博+名義、KANの楽曲はKAN+名義でクレジットされている）。
自身以外が書いた詞にメロディーを乗せたものが原曲となった「きみを想う夜」など例外もあるものの、ほとんどの場合、曲が先で、詞は後で書くというスタイルである。
主に70年代から80年代にかけての洋楽に影響を受けており、特に後期のビートルズ、ジョン・レノンやポール・マッカートニーのソロ作品、ビリー・ジョエル、スティーヴィー・ワンダー等から強く影響を受けている。メロディーやアレンジから彼らの音楽性を独自に研究し、それらの要素を自身の楽曲に積極的に取り入れている。また、楽曲的にスタイルを模倣した作品（パロディ）も存在する（槇原敬之を意識した「車は走る」や、浜田省吾を意識した「エンドレス」など）。基本的にピアノをフィーチュアした楽曲が多いが、ロックンロール、ソウル、ファンク、ジャズ、ダンスビート、ラップも取り入れるなど、取り扱うジャンルは無節操。
2010年以降の作品では、根本要、佐藤竹善といった同世代のアーティストだけでなく、馬場俊英、TRICERATOPS、ヨースケ@HOMEといった若手アーティストを積極的に自身のアルバムに参加させるようになる。
「今、最も尊敬する音楽家」の1人として中田ヤスタカの名を挙げており、中でもPerfumeはCDを買ったりライブに足を運んだりするほどの大ファンであった。そして、中田の作風を意識して作られたテクノ調の曲も2010年以降のアルバムに収録されるなどしていた。
作曲と編曲は切り離せない一つの作業という考えから、自ら作成したデモテープの編曲を、レコーディングの際に大幅に変更されることを嫌う。そのため、レコーディング現場でスタッフと喧嘩になることもあった。そうした中で、1990年発表の5thアルバム『野球選手が夢だった。』から共同編曲家として参加している小林信吾には最も信頼を置いており、同作以降はほとんどが小林との共同アレンジか、KANの単独アレンジのどちらかとなっている。
デモテープの制作手法は、公式ブログ「金曜コラム」にて自ら公開しており、それによると、KANは事務所にある自身の作業スペースで制作作業をしており、完成形が頭の中にある状態から作業を始め、主な流れとしては、YAMAHAのリズムマシンRX11で、1曲あたり30〜40パターン作成したものを1小節ずつ振り分けて繋げて行き、完成した1曲分のドラムのデータをシーケンスソフトDigital Performer 5.0に取り込み、ドラム以外の楽器のデータ作成にはYAMAHAのP-60という電子ピアノを使用し、Digital Performer上でRolandの音源モジュールSC-8850を鳴らして打ち込み、完成したデータはハードディスクレコーダーVS-1680に1音色ずつ録音し、ボーカル、ギタートラックは事務所内にあるスタジオにて別途録音し、それらをVS-1680上でトラックダウンし、PlextorのCDライターでCD-Rに焼くという流れで制作していた。
2012年にパソコンを買い替えた際、同時にDigital Performerを7にアップグレードしたが、SC-8850のUSBドライバが当時最新のMac OS 10.7では非対応となったため、以降はMIDIインターフェイスFastLane-USBを使用してMacとSC-8850を接続し使用していた。
それだけでなく、ストリングス、ホーンの譜面も自ら書くことが多く、その際に4小節と同じフレーズを繰り返さないというこだわりも見せている。2009年2月に出演したNHK-BS2『あなたの街で 夢コンサート』では、「愛は勝つ」のフルオーケストラアレンジを初めて自ら行い、東京フィルハーモニー交響楽団と演奏した。2017年には、弦楽四重奏アレンジを全て自身で担当し、それをフィーチャーしたセルフカバーアルバム「la RINASCENTE」、翌年には第二弾「la RiSCOPERTA」を発表した。
デビュー前はほとんど洋楽しか聴いていなかったため、作詞に関しては影響を受けた邦楽ミュージシャンがおらず、アマチュア時代から1987年のデビュー当初までは自ら詞を書くことは少なかった。本格的に作詞をするようになったのは10曲中8曲を作詞した1988年発表の3rdアルバム『GIRL TO LOVE』からであり、1989年発表の4thアルバム『HAPPY TITLE -幸福選手権-』以降は全て作詞している。しかし詞を書くペースは遅く、曲ができてから詞が完成するのに数年以上かかる場合も多い。リズムトラックまでレコーディングを済ませておきながら、詞が完成せずにアルバムへの収録が持ち越しになることもあった。

## コンサート
バンドライブにおいては、コントや寸劇、ダンス等、様々なパフォーマンスが盛り込まれ、KAN自身はこれらを「音楽ギャグエンターテイメントショー」と呼んでいる。例外的に1997年のツアー「LA TOUR DOMESTICA DEL DECIMO ANNIVERSARIO〜」、2001年のツアー「2001年宇宙の家」においては、ライブパフォーマンス自体にギャグを盛り込まない真面目なツアーとして開催された。ツアーメンバーのバンド名は「ヤン嶋田とニューブリーフ」だが2006年以降のツアーではこのバンド名は使用されていない。
ステージングにおいて「最も影響を受けたのは吉川晃司」と公言、しばしばモノマネを披露。
フランスから帰国した翌年の2005年、初の単身弾き語りツアー「弾き語りばったり#1」を敢行した。以後、「#2」（2005年）、「#3」（2006年）、「#5」（2007年）、「#7」（2008年）、「#11」（2009年）、「#13」（2010年）、「#17」（2012年）、「#19」（2014年）と、バンドライブを定期的に開催している。ツアータイトルの『#（ナンバー）』は、KANが好む素数でカウントしている（#1を除く）。
2009年のバンドライブツアー「じゃあ、スイスの首都は?」より、ハードディスク音源との同期演奏を一切廃止した。これについてKANは、「弾き語りツアーをやってきたことで、5人もいれば何でもできると思うようになった」と語っている。
コンサート終了後の陰アナでは、実際のコンサートタイトルとは違うタイトルをアナウンスし、帰り際の観客を笑わせるのが定番となっている。

## ファンクラブ
1988年、オフステーション内にファンクラブ『Spunky Club』が設立。1992年にファンクラブ事務所がアップフロントインターナショナルへ移動したことに伴い名称も『北青山イメージ開発』に変更。2002年2月、KANがフランスへの移住を期に『北青山イメージ開発』は解散したが、帰国後、2005年9月に『北青山イメージ開発』の内容を受け継いだ有料サイト『北青山イメージ再開発』をオフィシャルサイト内に開設した。死去に伴い現在は新規会員受付を中止している。

## エピソード
5歳と6歳の時、正月に父親の会社の同僚宅に家族で出向いた際、その斜め前の家に住む「年上の少年」と缶蹴りをして遊んだという。その「年上の少年」の正体は、後に共演することとなるASKAであり、この時2人は初めての出会いをしていた。ASKAは1990年代になって、その実家の斜め前に住むKANの父親の同僚の夫人からそれを聞かされて、幼少期に出会った「お坊っちゃま風の男の子」がKANであることを知った。ちなみにKAN自身にはこの時の記憶はないが、自身のライブで、ASKAについて「子供の頃も、大人になっても遊んでもらっている」と紹介していた。一方、Chageとの関係も良好であり、冠ラジオ番組『Chageの音道』（JFN系列）に度々ゲスト出演するなど親交があった。
モーニング娘。らアイドル集団・ハロー!プロジェクトのメンバーは事務所の後輩にあたるが、彼女らには「事務所の先輩」ではなく「事務所の友だち」「事務所の仲間」と呼ぶように申し入れている。これは「事務所の先輩」は（同じアップフロント系列所属の）堀内孝雄や因幡晃らのような「おじさん」を指すとの考えがあり、「おじさん」の仲間に入れられたくないというKANの思いからである。
1974年に考案してから40年、デビューして約28年使用し続けたサインを、2014年5月に新しいサインに変えた。それはKANが個人的に大ファンであるきゃりーぱみゅぱみゅのサインを真似たものとなっており、1年以上本人の承諾を得ないまま、新しいサインを自身のサインとして使用していたが、2015年3月、きゃりーがラジオ局でKANのポスターを見つけたことで本人にその存在が認知され、彼女はTwitterにてその画像をツイート。同年5月28日、KANが偶然きゃりーと遭遇した際、本人から遂にサインを承諾され、晴れて本人公認となった。また、KANはこの日を「サインの日」と個人的に制定した。
17歳という年齢が好き。16歳の頃から17歳が好きで、現在の年齢になっても17歳が好きと語っている。
やまだかつてないWinkに提供した『さよならだけどさよならじゃない』に元々イントロは無かったが、番組スタッフからの「KANと分かるピアノのイントロが欲しい」との要望により同曲の編曲を担当した小林信吾によって「愛は勝つ」風のイントロが作られた。しかしこのイントロはKANに無断で作成したものだったため、後に小林信吾がKANに謝罪して事後承諾を得た。
生前の愛車は、紺のボルボ240エステートであり、1992年秋に購入して以来、修理しながら大切に乗り続けており（パリ移住期間は義兄に預けていた）、KAN自身も度々「高級北欧車」として金曜コラムやX (旧Twitter)で紹介していた。走行距離は2019年7月時点で32万kmを超えていたが、本人曰く、走行距離メーターが作動しない時期が2度ほどあったと2013年に語っていたため、実際はそれ以上の距離を走行していたものと思われる。
車だけでなく、音楽機材や携帯電話といったものも使えなくなるまで使用するという方針を持っており、音楽機材はリズムマシンのヤマハ・RX11を1984年から制作で使用し続けた。携帯電話は1991年から持っており、当初はmova Dを使用していたが、1998年に落とした際に破損。それから2011年までP205を約12年半使用し続け、東日本大震災を機にL-04Bに買い換えた。2020年からはF-07Fを使用していた。
STVラジオで長年レギュラーラジオ番組をやっているため、九州男児ながら「イメージ出身地」は札幌（北海道）と語っており、自身の公式X (Twitter)のプロフィールにも「札幌出身」と記載している。
2012年7月31日、神奈川県大和市にある「わかば乳幼児園」（2017年に公益法人化に伴い、社会福祉法人わかば健成会保育園「おそらのぽっけ」に名称変更）の園歌『わかば乳幼児園のうた』の作詞作曲も手掛けた（直筆の楽譜も寄贈し、園内に掲示された）。
妻はKANのバックバンドでバイオリンを弾いていた人物。アルバム 『カンチガイもハナハダしい私の人生』 『遥かなるまわり道の向こうで』に1曲ずつクレジットされている。

## ソロ以外での活動

### BAD LOOKS
1989年には、直枝政太郎（カーネーション）、風祭東（オールウェイズ）、清水淳らと「BAD LOOKS」を結成し、同年11月18日に大阪つかしんテントインにこけら落としとして出演。メンバー名義はベネット（＝KAN、サイドギター）、モーリス（＝直枝、リードギター）、トーマス（＝風祭東、ベース）、スウィング・スター（＝清水、ドラムス）。「BAD LOOKS」はメンバー全員がかつらやサイズの合わないスーツを着用し、初期のビートルズを意識した演奏を展開。以後、1996年11月17日にSTVホール「LOVE & LIVE '96」、1998年7月26日に万博もみじ川芝生広場「MEET THE WORLD BEAT '98」、同年7月31日にSTVホール「STV夏まつりLIVE SPECIAL」にも出演。1996年はリードギターに2代目モーリス（本田清巳）、ベースにグレコ（西嶋正巳）と、メンバーを変更。1998年には初代モーリスこと直枝が復帰。また、1998年にはオリジナル曲「BAD LOOKSのテーマ」をスタジオ録音し（ラジオでのオンエアのみで未発表）、ミュージック・ビデオも制作。

### Bon Marché
1998年にはツアーメンバーでハイビジュアル系バンド「Bon Marché」（ボン・マルシェ）を結成し、ライブハウスツアー「23NIGHTS」のセルフオープニングアクトとして出演。ファッション・音楽ともにビジュアル系を意識した派手なパフォーマンスを披露した。メンバー名義はVeau（KAN、ボーカル）、Porc（中野豊、ギター）、Mega（西嶋正巳、ベース）、Volaille（清水淳、ドラムス）、Algue（矢代恒彦、キーボード）。オープニングではオリジナル曲「女神 −VENUS−」「天使 −ANGEL−」「迷宮 −LABYRINTH−」の3曲を披露。これら3曲はスタジオ録音され、「女神 −VENUS−」はKANのシングル「Happy Time Happy Song」のカップリング、「天使 −ANGEL−」と「迷宮 −LABYRINTH−」は次作のシングル「今年もこうして二人でクリスマスを祝う」のカップリングに収録された。

### Pacific Heaven Club Band
1999年には、同じ事務所に所属していたスターダスト・レビュー、森高千里、east cloud、Something ELse、Chére、Temiyanらと「Pacific Heaven Club Band」を結成し、“さい帯血バンク支援コンサート”を名古屋・横浜・大阪で敢行。このためのオリジナル曲「Pacific Heaven Club Bandのテーマ」を書き下ろした（詞は大西さちこ、Chéreとの共作）。翌年2000年には谷村有美（1999年はゲスト出演）、相田翔子、田村直美が加わり（森高千里は活動休止のため脱退）、大阪・渋谷・名古屋にて再びコンサートが行われた。1999年の横浜アリーナ公演と、2000年の国立代々木競技場第一体育館公演はビデオ化され、出演アーティストのファンクラブ会員限定商品として発売された。

### パイロットとスチュワーデス
2006年には桜井和寿 (Mr.Children) とユニット「パイロットとスチュワーデス」を結成。KANがチーフパーサー、桜井が機長に扮し、ZEPP TOKYOおよびZEPP OSAKAで開催されたLuckyRaccoonのライブイベント「Lucky Raccoon Night Vol.1」（2006年11月）、「Lucky Raccoon Night Vol.2」（2008年5月）に出演した。演奏曲は主にお互いの楽曲のカバーと、唯一のオリジナル曲「弾かな語り」。

### ホスキモ
スターダストレビュー、スキマスイッチ、秦基博と結成したバンド。2010年、2017年にスペシャルライブ「星屑の隙間に木村基博」を開催。ライブタイトルはそれぞれの名前から取ったものであり、バンド名はライブタイトルを略したもの。オリジナル曲はKANが作詞・作曲した「オリジナル」。

### YAMA-KAN
山崎まさよしとのユニット。2018年に3曲入りミニアルバム「Take me Follow me / 記憶にございません / 手をつなぎたいんだ」をリリース。このアルバムでは全楽器の演奏をKANと山崎の二人だけで行なっている。ライブではサポートメンバーとして佐橋佳幸（ギター）、鹿島達也（ベース）、河村"カースケ"智康（ドラムス）が加わる。

## ディスコグラフィー

### オリジナル・アルバム
| 枚   | リリース日     | タイトル                         | 収録曲 | 品番                                    |
| ---- | -------------- | -------------------------------- | --- | --------------------------------------- |
| 1st  | 1987年4月25日  | テレビの中に                     | SPUNKY DANCE−賑やかな週末−／セルロイドシティも日が暮れて／テレビの中に／ARE YOU READY TO BE−着衣のままで−／悲しきGRADUATION／TOP SECRET−誰にもしゃべるな−／恋するDISCOMAN／GOOD NIGHT／FAIRY TALE／MEMORIES OF FUTURE                                                                                       | CD:H33P-20150 CT:28CX-1420 LP:28MX-1267 |
| 2nd  | 1987年10月25日 | NO-NO-YESMAN                     | 今夜はかえさないよ／僕は泣く／STYLISTIC／きみを想う夜／SILENT SIREN／ONE NIGHT KISS／BRACKET／NO-NO-YESMAN／ALL I KNOW〜僕にわかることは〜／僕のGENUINE KISS | CD:H33P-20182 CT:28CX-1474 LP:28MX-1281 |
| 3rd  | 1988年6月25日  | GIRL TO LOVE                     | 適齢期LOVE STORY／君はうるさい／いっちょまえに高級車／フランスについた日／WAITING SO LONG／東京のお嬢さん／だいじょうぶI'M ALL RIGHT／恋はTONIN'／言えずのI LOVE YOU／GIRL TO LOVE | CD:H33P-20253 CT:28CX-1513 LP:28MX-1293 |
| 4th  | 1989年6月21日  | HAPPY TITLE -幸福選手権-         | UNIT OF SOCIETY／OLD FASHIONED GIRL／REGRETS／GO PLAIN／君から目がはなせない／ALL I WANT IS YOU／FOREIGNER／REAL REACTION／A MAN IN DISSATISFACTION／東京ライフ | CD:H00P-20231 CT:00CX-1585              |
| 5th  | 1990年7月25日  | 野球選手が夢だった。             | 愛は勝つ／恋する二人の834km／けやき通りがいろづく頃／青春国道202／千歳／Happy Birthday／ぼくたちのEaster／健全 安全 好青年／1989 (A Ballade of Bobby & Olivia) ／君が好き胸が痛い | CD:POCH-1015                            |
| 6th  | 1991年5月22日  | ゆっくり風呂につかりたい         | 発明王／決まりだもの／プロポーズ／ときどき雲と話をしよう／ぼくの彼女はおりこうさん／永遠／信じられない人／イン・ザ・ネイム・オブ・ラヴ／恋人 | CD:POCH-1083 CT:POTH-1083               |
| 7th  | 1993年2月25日  | TOKYOMAN                         | 丸いお尻が許せない／まゆみ／香港SAYONARA／Moon／君がいなくなった／孔雀／Day By Day／TOKYOMAN／死ぬまで君を離さない／KANのChristmas Song | CD:POCH-1185 CT:POTH-1185               |
| 8th  | 1993年12月10日 | 弱い男の固い意志                 | ラジコン／Cover Girl／星空がcrying／いつもまじめに君のこと／甘海老／STARS／焼肉でもいきましょうよ／秋、多摩川にて／明るいだけのLove Song／朝日橋 | CD:POCH-1300 CT:POTH-1300               |
| 9th  | 1994年11月26日 | 東雲                             | Sunshine of my heart／牛乳のんでギュー／結婚しない二人／West Home Town／東京に来い／悲しみの役割／ホタル／Girlfriend／すべての悲しみにさよならするために／星屑の帰り道 | CD:POCH-1427                            |
| 10th | 1996年5月27日  | MAN                              | 涙の夕焼け／8 days A week／MAN／夏は二の腕発情期／今度君に会ったら／DISCO 80's／ひざまくら〜うれしい こりゃいい やわらかい〜／Autumn Song／Mr.Moonlight／指輪 | CD:PHCL-5035                            |
| 11th | 1998年3月4日   | TIGERSONGWRITER                  | Songwriter／長ぐつ／サンクト・ペテルブルグ〜ダジャレ男の悲しきひとり旅〜／SAIGON／Oxanne−愛しのオクサーヌ−／月海／ドラ・ドラ・ドライブ大作戦−トラ・トラ・トラどし大先輩−（特製ミックス）／Song of Love −君こそ我が行くべき人生−（英語版）／君を待つ                                                         | CD:WPCV-7418                            |
| 12th | 1999年4月21日  | KREMLINMAN                       | ロック試練の恋／Solitude／Rock'n Soul in Yellow／Happy Time Happy Song／50年後も／WHITE LINE〜指定場所一時不停止〜／英語でゴメン／車は走る／紅のうた | CD:WPCV-10005                           |
| 13th | 2001年9月26日  | Gleam & Squeeze                  | 東京熱帯SQUEEZE／Superfaker／カラス／CLOSE TO ME／Tiny Song／猿と犬のサルサ／情緒／小羊／ガラスの30代／今年もこうして二人でクリスマスを祝う | CD:BVCR-11028                           |
| 14th | 2006年8月30日  | 遥かなるまわり道の向こうで       | 世界でいちばん好きな人／キリギリス／彼女はきっとまた／小さき花のテレジア／エンドレス／おしえておくれ／遥かなるまわり道の向こうで／カレーライス／RED FLAG（一般道路速度超過）／アイ・ラブ・ユー (version:CJP)                                                                                                | CD:EPCE-5422                            |
| 15th | 2010年3月10日  | カンチガイもハナハダしい私の人生 | REGIKOSTAR 〜レジ子スターの刺激〜／小学3年生／ピーナッツ／バイバイバイ（studio recording） ／青春の風／ordinary days／オー・ルヴォワール・パリ／よければ一緒に（full size）／予定どおりに偶然に（with ASKA） DVD：カンチガイもハナハダしいわたしのレコーディングドキュメント／よければ一緒に（studio live） | CD+DVD:EPCE-5700/1                      |
| 16th | 2016年2月3日   | 6×9=53                           | Listen to the Music 〜Deco☆Version〜／胸の谷間／ポカポカの日曜日がいちばん寂しい／安息／どんくさいほどコンサバ／scene／ブログ! ブログ! ブログ!／桜ナイトフィーバー 〜Album Version〜／寝てる間のLove Song／ロックンロールに絆されて DVD： Recording Documentary 【6×9=53が成り立つまで】                    | CD+DVD:EPCE-7183/4                      |
| 17th | 2020年11月25日 | 23歳                             | る〜る〜る〜／23歳／ふたり／君のマスクをはずしたい／キセキ／メモトキレナガール／コタツ／ほっぺたにオリオン／ポップミュージック／エキストラ DVD： Recording Documentary 【58歳】 | CD+DVD:EPCE-7598/9                      |

### ベスト・アルバム
| 枚  | リリース日     | タイトル                      | 収載曲 | 品番                                      |
| --- | -------------- | ----------------------------- | --- | ----------------------------------------- |
| 1st | 1992年2月28日  | めずらしい人生                | めずらしい人生／君はうるさい／今夜はかえさないよ／言えずのI LOVE YOU／だいじょうぶI'M ALL RIGHT／恋する気持ち／東京ライフ (Retake) ／こっぱみじかい恋／REGRETS／ときどき雲と話をしよう／愛は勝つ／テレビの中に／永遠                                                                        | CD:POCH-1130 CT:POTH-1130                 |
| 2nd | 1997年9月3日   | The Best Singles FIRST DECADE | テレビの中に／だいじょうぶI'M ALL RIGHT／東京ライフ／愛は勝つ／プロポーズ／言えずのI LOVE YOU／死ぬまで君を離さない／丸いお尻が許せない／まゆみ／いつもまじめに君のこと／Sunshine of my heart／すべての悲しみにさよならするために／東京に来い／MAN／涙の夕焼け／Songwriter                  | CD:PHCL-5061                              |
| 3rd | 2007年11月28日 | IDEAS the very best of KAN    | IDEA／Songwriter／言えずのI LOVE YOU／サンクト・ペテルブルグ〜ダジャレ男の悲しきひとり旅〜／Happy Time Happy Song／MAN／プロポーズ（新録）／DISCO 80's／星屑の帰り道／長ぐつ／まゆみ／愛は勝つ／世界でいちばん好きな人／猿と犬のサルサ／カレーライス／KANのChristmas Song／50年後も（新録） | CD:EPCE-5521[初回盤] CD:EPCE-5522[通常盤] |
| -   | 2010年10月27日 | Songs Out of Bounds           | ※旧作アルバムの再発に合わせ発売された、アルバム未収録曲集 Over You／NEVER LEAVE／それでもふられてしまう男／恋する気持ち／めずらしい人生／こっぱみじかい恋／Long Vacation／はやくふってくれ／君たちはうまく行く／ライバル／練馬美人／続ライバル                                              | CD:UWFT-1013                              |

### セルフカバー・アルバム
| 枚  | リリース日     | タイトル      | 収録曲 | 品番         |
| --- | -------------- | ------------- | --- | ------------ |
| 1st | 2017年3月15日  | la RiNASCENTE | Menuett für Frau Triendl／世界でいちばん好きな人／CLOSE TO ME／いつもまじめに君のこと／月海／キリギリス／Here, There and Everywhere (The Beatles)／愛は勝つ／まゆみ／彼女はきっとまた／星屑の帰り道                            | CD:EPCE-7303 |
| 2nd | 2018年10月10日 | la RiSCOPERTA | l’Addestramento dell’Arrangiamento／カレーライス／50年後も／Happy Time Happy Song／永遠／Back in the U.S.S.R. (The Beatles)／サンクト・ペテルブルグ／Lullabye (Billy Joel)／君はうるさい／今年もこうして二人でクリスマスを祝う | CD:EPCE-7437 |

### ライブ・アルバム
| 枚  | リリース日     | タイトル                                                       | 収録曲 | 品番         |
| --- | -------------- | -------------------------------------------------------------- | --- | ------------ |
| 1st | 2008年11月19日 | LIVE 弾き語りばったり #7 〜ウルトラタブン〜 全会場から全曲収録 | 君を待つ／何の変哲もない Love Song／まゆみ／永遠／朝日橋／プロポーズ／ALLENTOWN（Billy Joel）／REGRETS／抱きしめたい（Mr.Children）／世界でいちばん好きな人／Songwriter／Day By Day／50年後も／今度君に会ったら／今年もこうして二人でクリスマスを祝う                         | CD:EPCE-5582 |
| 2nd | 2016年6月22日  | 弾き語りばったり #19 今ここでエンジンさえ掛かれば              | 世界でいちばん好きな人／カレーライス／GOOD NIGHT／桜ナイトフィーバー／ひざまくら 〜うれしい・こりゃいい・やわらかい〜／Laura （Billy Joel）／MAN／アイ（秦基博）／安息／よければ一緒に／愛は勝つ／東京ライフ／まゆみ／今年もこうして二人でクリスマスを祝う／君が好き 胸が痛い | CD:EPCE-7226 |

### 限定盤
- 何の変哲もない Love Songs CD:KLCD-0001（2005年8月1日）※オフィシャルサイト開設記念限定盤・完全新録弾き語りCD、現在は入手不可能
何の変哲もない Love Song／東京ライフ／君が好き胸が痛い／牛乳のんでギュー／君を待つ／月海／50年後も／雪風

### 非公認盤（レーベル企画）
| リリース日    | タイトル                     | 収録曲 | 品番             |
| ------------- | ---------------------------- | --- | ---------------- |
| 1999年6月30日 | TREASURE COLLECTION KAN BEST | ※当時のポリドールの販売元ポリグラム（本CD発売翌日にユニバーサルミュージックに社名変更）によるベスト盤「TREASURE COLLECTION」シリーズの一つ。現在は廃盤。 テレビの中に／BRACKET／NO-NO-YESMAN／だいじょうぶI'M ALL RIGHT／言えずのI LOVE YOU／東京ライフ／REGRETS／愛は勝つ／イン・ザ・ネイム・オブ・ラヴ／プロポーズ／めずらしい人生／まゆみ／すべての悲しみにさよならするために | CD:POCH-9015     |
| 2004年2月25日 | ゴールデン☆ベスト KAN        | ※複数のレーベルが参入しているベスト盤「ゴールデン☆ベスト」シリーズの一つ。UM3/USMジャパンレーベル（ポリドール・マーキュリー時代の音源のライセンスを所有）より発売されているが、ワーナーやBMG時代の楽曲も収録。 テレビの中に／BRACKET／Over You／REGRETS／健全 安全 好青年／愛は勝つ／イン・ザ・ネイム・オブ・ラヴ／プロポーズ／こっぱみじかい恋／言えずのI LOVE YOU／死ぬまで君を離さない／KANのChristmas Song／丸いお尻が許せない／まゆみ／すべての悲しみにさよならするために／サンクト・ペテルブルグ〜ダジャレ男の悲しきひとり旅〜／CLOSE TO ME | CD:UICZ-6058     |
| 2005年11月9日 | KAN ベスト10                 | ※UM3/USMジャパンレーベルによる10曲1000円の「得1000」シリーズの一つ。初回生産限定盤。 愛は勝つ／イン・ザ・ネイム・オブ・ラヴ／こっぱみじかい恋／テレビの中に／NO-NO-YESMAN／言えずのI LOVE YOU／まゆみ／牛乳のんでギュー／プロポーズ／東京ライフ | CD:UPCY-9019     |
| 2009年3月18日 | ザ・プレミアムベスト KAN     | ※USMレーベルによる「ワンランク上の “大人が聴く、大人のためのベスト盤”」と称したSHM-CD「ザ・プレミアムベスト」シリーズの一つ。zetima移籍後の「世界でいちばん好きな人」も収録。 愛は勝つ／イン・ザ・ネイム・オブ・ラヴ／ときどき雲と話をしよう／プロポーズ／こっぱみじかい恋／言えずのI LOVE YOU／死ぬまで君を離さない／丸いお尻が許せない／まゆみ／いつもまじめに君のこと／すべての悲しみにさよならするために／Songwriter／東京ライフ／REGRETS／MAN／世界でいちばん好きな人                                                                        | SHM-CD:UPCY-6517 |

### シングル
| 枚   | リリース日                        | タイトル                                             | カップリング | 品番                                   |
| ---- | --------------------------------- | ---------------------------------------------------- | --- | -------------------------------------- |
| 1st  | 1987年4月25日                     | テレビの中に                                         | セルロイドシティも日が暮れて | EP:7DX-1497                            |
| 2nd  | 1987年10月25日                    | BRACKET                                              | 僕のGENUINE KISS | EP:7DX-1533                            |
| 3rd  | 1988年6月25日                     | だいじょうぶI'M ALL RIGHT                            | フランスについた日 | CD:H10P-30008 CT:10CX-1515             |
| 4th  | 1988年11月25日                    | Over You                                             | NEVER LEAVE | CD:H10P-40008 CT:10CX-1548 EP:7DX-1587 |
| 5th  | 1989年5月1日                      | 東京ライフ                                           | 君から目がはなせない | CD:H00P-40019                          |
| 6th  | 1989年9月1日                      | REGRETS                                              | ALL I WANT IS YOU | CD:H00P-40033                          |
| 7th  | 1990年5月25日                     | 健全 安全 好青年                                     | 青春国道202 | CD:PODH-1009                           |
| 8th  | 1990年9月1日 （CT：1991年1月1日） | 愛は勝つ                                             | それでもふられてしまう男（やつ） 愛は勝つ （オリジナル・カラオケ） | CD:PODH-1019 CT:POSH-1019              |
| 9th  | 1991年4月25日                     | イン・ザ・ネイム・オブ・ラヴ                         | ときどき雲と話をしよう | CD:PODH-1038 CT:POSH-1038              |
| 10th | 1991年7月11日                     | プロポーズ                                           | 恋する気持ち | CD:PODH-1050 CT:POSH-1050              |
| 11th | 1992年1月29日                     | こっぱみじかい恋                                     | 東京ライフ （Retake） こっぱみじかい恋 （オリジナル・カラオケ） | CD:PODH-1065 CT:POSH-1065              |
| 12th | 1992年3月25日                     | 言えずのI LOVE YOU                                   | Day By Day 言えずのI LOVE YOU （オリジナル・カラオケ） | CD:PODH-1070 CT:POSH-1070              |
| 13th | 1992年10月22日                    | 死ぬまで君を離さない                                 | KANのChristmas Song 死ぬまで君を離さない （オリジナル・カラオケ） | CD:PODH-1097 CT:POSH-1097              |
| 14th | 1993年1月21日                     | 丸いお尻が許せない                                   | Long Vacation 丸いお尻が許せない （オリジナル・カラオケ） | CD:PODH-1131 CT:POSH-1131              |
| 15th | 1993年4月21日                     | まゆみ                                               | フランスについた日 （Re-arranged） まゆみ （オリジナル・カラオケ） | CD:PODH-1140 CT:POSH-1140              |
| 16th | 1993年11月17日                    | いつもまじめに君のこと                               | はやくふってくれ いつもまじめに君のこと （オリジナル・カラオケ） | CD:PODH-1172 CT:POSH-1172              |
| 17th | 1994年11月26日                    | Sunshine of my heart                                 | 君たちはうまく行く Sunshine of my heart （オリジナル・カラオケ） | CD:PODH-1225                           |
| 18th | 1995年1月25日                     | すべての悲しみにさよならするために                   | ライバル すべての悲しみにさよならするために （オリジナル・カラオケ）                                                                                                  | CD:PODH-1238                           |
| 19th | 1995年5月10日                     | 東京に来い                                           | 練馬美人（イメージモノラルミクス） 東京に来い （オリジナル・カラオケ）                                                                                                | CD:PODH-1252                           |
| 20th | 1996年5月27日                     | MAN                                                  | 続ライバル MAN （without vocal） | CD:PHDL-1065                           |
| 21st | 1996年8月26日                     | 涙の夕焼け                                           | Permanent Dragon （Live） 涙の夕焼け（キャラオケ） | CD:PHDL-1068                           |
| 22nd | 1997年8月27日                     | Songwriter                                           | 君を待つ Songwriter （オリジナル・カラオケ） | CD:PHDL-1091                           |
| 23rd | 1997年12月25日                    | ドラ・ドラ・ドライブ大作戦                           | 結婚しない二人 （Live） ドラ・ドラ・ドライブ大作戦 （カラ・カラ・カラオケ大作戦）                                                                                     | CD:WPDV-7131                           |
| 24th | 1998年2月5日                      | サンクト・ペテルブルグ〜ダジャレ男の悲しきひとり旅〜 | Regrets （Live） サンクト・ペテルブルグ （Original Karaoke） | CD:WPDV-7137                           |
| 25th | 1998年9月25日                     | 英語でゴメン                                         | SANKT PETERBURG LIVE | CD:WPDV-7159                           |
| 26th | 1999年2月5日                      | Happy Time Happy Song                                | 女神 VENUS （Bon Marché） | CD:WPDV-10005                          |
| 27th | 1999年11月25日                    | 今年もこうして二人でクリスマスを祝う                 | 天使 ANGEL （Bon Marché） 迷宮 LABYRINTH （Bon Marché） | CD:WPCV-10056                          |
| 28th | 2001年1月24日                     | CLOSE TO ME                                          | 小羊 ロック試練の恋 （Live） CLOSE TO ME （Instrumental） | CD:BVCR-19030                          |
| 29th | 2001年9月26日                     | Superfaker                                           | カラス ときどき雲と話をしよう （Live） | CD:BVCR-19039                          |
| 30th | 2006年2月22日                     | カレーライス                                         | アイ・ラブ・ユー カレーライス（歌ぬき） | CD:EPCE-5386                           |
| 31st | 2006年11月29日                    | 世界でいちばん好きな人                               | チェリー（スピッツの楽曲のカバー） 東京熱帯SQUEEZE （Live/Unplugged） 世界でいちばん好きな人（Instrumental）                                                          | CD:EPCE-5438                           |
| 32nd | 2010年2月10日                     | よければ一緒に                                       | バイバイバイ (Live) よければ一緒に （Instrumental） | CD:EPCE-5684                           |
| 33rd | 2011年12月7日                     | Listen to the Music                                  | Christmas Song （Gilbert O’Sullivan） Listen to the Music （Instrumental） Christmas Song （Instrumental）                                                            | CD:EPCE-5829                           |
| 34th | 2015年2月25日                     | 桜ナイトフィーバー                                   | 表参道 桜ナイトフィーバー （Instrumental） 表参道（Instrumental） | CD:EPCE-7088                           |
| 35th | 2020年2月26日                     | ポップミュージック                                   | KANのChristmas Song （弦楽四重奏とともに） ポップミュージック（カラオケ） KANのChristmas Song （弦楽四重奏カラオケ） DVD：ポップミュージック （ミュージック・ビデオ） | CD:EPCE-7577/8                         |

### 映像作品
1. 東京ライブ VHS:POVH-1019/LD:POLH-1019 (1992.5.28)KAN CONCERT TOUR 1992 at NAKANO SUNPLAZA
2. 発明王 VHS:POVH-1028 (1992.11.26)Music Video Clip Collection
3. 孔雀だもの VHS:POVH-1036/LD:POLH-1036 (1993.12.1)KAN CONCERT TOUR '93 RE-LIVED AT SHIBUYA
4. 牛乳のんで来い VHS:PHVL-5901 (1996.5.10)KAN CONCERT TOUR '95 LA TOUR DOMESTICA DELLA LUCE
5. Decimo VHS:PHVL-5701 (1998.1.21)KAN CONCERT TOUR '97 LA TOUR DOMESTICA DEL DECIMO ANNIVERSARIO DAL TREDICI SETTEMBRE PASSANDO IL MIO COMPLEANNO AL OTTO NOVEMBRE
6. あいつとおれ VHS (1998.7.25) ※北青山イメージ開発会員限定商品 DVD:UFWK-1001 (2007.12.10) ※オフィシャルサイト通信販売限定商品KAN CONCERT TOUR '98 LIONFLOORLADY
7. UNCUTTABLE 129min VHS:WPVV-90002 (1999.10.27) DVD:UFWK-1002 (2007.12.10) ※オフィシャルサイト通信販売限定商品KAN CONCERT TOUR '99 KREKLEMAN
8. AFRO37−LIVE UNDER THE BALL− VHS (2000.10.27) ※北青山イメージ開発会員限定商品 DVD:UFWK-1003 (2007.12.10) ※オフィシャルサイト通信販売限定商品KAN LIVE TOUR 1999 - 2000
9. PVK VHS (2002.6) ※北青山イメージ開発会員限定商品Promotion Videos of KAN
10. Sco Sco Sco Sco Scottish DVD:UFWK-1004 (2008.6.4) ※オフィシャルサイト通信販売限定商品KAN BAND LIVE TOUR 2008 NO IDEA
11. BAND LIVE TOUR 2009 じゃぁ、スイスの首都は? DVD:EPBE-5350/1 (2009.9.9)KAN BAND LIVE TOUR 2009 じゃぁ、スイスの首都は？
12. 芸能生活23周年記念逆特別 BAND LIVE TOUR 2010 ルックスだけでひっぱって DVD:EPBE-5390/1 (2010.9.22)芸能生活23周年記念逆特別 BAND LIVE TOUR 2010 ルックスだけでひっぱって
13. KAN LIVE TOUR 2001 Rock'n Roll 39 DVD:UFBW-1133 (2012.1.1)
14. BAND LIVE TOUR 2014 【Think Your Cool Kick Yell Come On !】 DVD:EPBE-5497/8 (2014.10.15)
15. BAND LIVE TOUR 2012【ある意味・逆に・ある反面】 DVD:EPBE-5522/3 (2016.3.23)
16. ロックンロールに拿捕されて Blu-ray:EPVE-5108/9 (2017.9.20)
17. KAN BAND LIVE TOUR 2016 【ロック☆ご自由に♪】DVD:EPBE-5563 (2018.2.21)
18. KAN BAND LIVE TOUR 2017 恋するチンクワンタチンクエ DVD:EPBE-5582/3 (2018.11.14)
19. 【LIVE SUMMIT G7】 Blu-ray:EPVE-5614/5 (2021.5.19)

## 提供・参加作品
- 映画『日本殉情伝 おかしなふたり ものくるほしきひとびとの群』
  - サウンドトラック作曲
- アルバム『More Than Yesterday』（須藤薫）
  - 「口笛と雨傘」作曲
- シングル『体重計とアンブレラ』（木村恵子）
  - 「体重計とアンブレラ」作曲
- アルバム『Private File』（松本伊代）
  - 「土曜日のPARTY」作曲
- アルバム『Sincerely Yours』（真弓倫子）
  - 「TE・N・SHIのジョーク」作曲
- アルバム『NATURAL CONVERSATION』（ELIKA）
  - 「やんちゃに恋して」作曲
- アルバム『箱入り娘 〜このままじゃいられないわ〜』（中山忍）
  - 「銀の蓋」作曲
- アルバム『retour』（今井美樹）
  - 「雨にキッスの花束を」「新しい街で」作曲
- アルバム『MARLENE』（マリーン）
  - 「SAY YOU'RE MINE」作曲
- シングル『さよならだけどさよならじゃない』（やまだかつてないWink）
  - 「さよならだけどさよならじゃない」作曲
- アルバム『PRIMAVERA』（薬師丸ひろ子）
  - 「私の町は今、朝」作曲
- シングル『愛を抱きしめよう』（高杢禎彦）
  - 「愛を抱きしめよう」作曲
- アルバム『Bloomin'』（横山知枝）
  - 「元気だせよな」作曲（「さよならだけどさよならじゃない」の新録セルフカバーも収録）
- シングル『秋の貝殻』（Qlair）
  - 「新しいシャツ」作曲
- アルバム『New Frontier』（丹下桜）
  - 「Journey Into Myself」作曲
- アルバム『新作童謡ポップス（一）』
  - 「たけちゃん」（歌／矢口真里・吉澤ひとみ・石井リカ）作詞・作曲
- アルバム『新作童謡ポップス（二）』
  - 「花」（歌／稲葉貴子・ミカ・大谷雅恵・前田有紀）作詞
- アルバム『SMAP 016/MIJ』（SMAP）
  - 「THOUSAND NIGHTS」（歌／稲垣吾郎）作曲
- シングル『Wonderful Life』（&G）
  - 「平和の歌」作詞・作曲
- シングル『スッピンと涙。』（後藤真希）
  - 「スッピンと涙。」作曲・ピアノ
- DVD『a short film for 美勇伝』（「ハロー!プロジェクト」ファンクラブ限定商品）
  - サウンドトラック作曲
- シングル『16歳の恋なんて』（安倍なつみ&矢島舞美 (℃-ute)）
  - 「16歳の恋なんて」「私の恋人なのに」作詞・作曲・共同編曲
- アルバム『FAKIN' POP』（平井堅）
  - 「Twenty!Twenty!Twenty!」作詞・作曲・編曲・ピアノ、プロデュース
- シングル『マノピアノ』（真野恵里菜）
  - 「マノピアノ」作詞・作曲
- シングル『ラッキーオーラ』（真野恵里菜）
  - 「ラッキーオーラ」作曲
- シングル『ラララ-ソソソ』（真野恵里菜）
  - 「ラララ-ソソソ」作曲
- アルバム『哀愁のヨーロピアンワールド 〜雪が降る〜』（五木ひろし）
  - 「恋はみずいろ」（デュエット／安倍なつみ）編曲
- シングル『乙女の祈り』（真野恵里菜）
  - 「乙女の祈り」「水色想い」作曲
- シングル『はじめての経験』（真野恵里菜）
  - 「はじめての経験」「ナキムシ・ヨワムシ」作曲
- シングル『世界は サマー・パーティ』（真野恵里菜）
  - 「世界は サマー・パーティ」「ジャスミンティー」作曲
- アルバム『つるばむ』（つるの剛士）
  - 「大きな夢 小さな声」作詞・作曲・編曲
- アルバム『MORE FRIENDS』（真野恵里菜）
  - 「ダレニモイワナイデ」作詞・作曲・編曲（泰誠と共同）
- シングル『くまモンもん』（森高千里）
  - 「くまモンもん」作詞（小山薫堂と共同）・作曲・編曲
- アルバム『SHOUT』（スターダストレビュー）
  - プロデュース（根本要と共同）、「昔話を繙くように」作曲（根本要と共同）・編曲、「港町は恋の色」作詞（根本要と共同）・編曲（添田啓二と共同）、「熊谷の風」編曲（添田啓二と共同）、「セガホ」作詞・編曲
- シングル『桜ナイトフィーバー/チョット愚直に!猪突猛進/押忍!こぶし魂』（こぶしファクトリー）
  - 「桜ナイトフィーバー」作詞・作曲[40]
- アルバム『re:Action』（スキマスイッチ）
  - 「回奏パズル produced by KAN」編曲・再構築（作詞・作曲：スキマスイッチ）
- アルバム『Ken Hirai Singles Best Collection 歌バカ2』（平井堅）
  - 「歌」（作詞・作曲・編曲）

- シングル『ポップミュージック/好きって言ってよ』（Juice=Juice）
  - 「ポップミュージック」作詞・作曲
- トリビュート・アルバム『TRIBUTE TO TRICERATOPS』
  - 「トランスフォーマー」
- 配信限定シングル『エキストラ』（譜久村聖）
  - 「エキストラ」作詞・作曲・編曲
- シングル『YEAH！YEAH！YEAH！　100万人でつくろう元気のうた』（KAN＋キマグレン＋一青窈）
  - 「YEAH！YEAH！YEAH！」作曲

## タイアップ一覧
| 使用年 | 曲名                                 | タイアップ                                                                                              |
| ------ | ------------------------------------ | --- |
| 1990年 | 1989 (A Ballade of Bobby & Olivia)   | TBS系『OH!夜食DO』テーマソング                                                                          |
| 1990年 | 愛は勝つ                             | テレビ朝日系『クイズおもしろTV』エンディングテーマ                                                      |
| 1990年 | 愛は勝つ                             | フジテレビ系『邦ちゃんのやまだかつてないテレビ』挿入歌                                                  |
| 1991年 | イン・ザ・ネイム・オブ・ラヴ         | TBS系ドラマ『熱血!新入社員宣言』主題歌                                                                  |
| 1991年 | ときどき雲と話をしよう               | テレビ朝日系『スポーツフロンティア』エンディングテーマ                                                  |
| 1991年 | ときどき雲と話をしよう               | スバル「レックス」CMソング                                                                              |
| 1991年 | プロポーズ                           | フジテレビ系『邦ちゃんのやまだかつてないテレビ』挿入歌                                                  |
| 1991年 | 恋する気持ち                         | フジテレビ系『邦ちゃんのやまだかつてないテレビ』挿入歌                                                  |
| 1992年 | こっぱみじかい恋                     | 東宝配給映画『夜逃げ屋本舗』主題歌                                                                      |
| 1992年 | 言えずのI LOVE YOU                   | TBS系『さんまのからくりTV』エンディングテーマ                                                           |
| 1992年 | 死ぬまで君を離さない                 | テレビ東京系『いい旅・夢気分』10月-12月エンディングテーマ                                               |
| 1992年 | KANのChristmas Song                  | ケンタッキー・フライドチキンクリスマスCMソング                                                          |
| 1992年 | Long Vacation                        | RKB毎日放送『'92福岡国際マラソン』イメージソング                                                        |
| 1993年 | 丸いお尻が許せない                   | テレビ朝日系『特選!美味しいTV』エンディングテーマ                                                       |
| 1993年 | まゆみ                               | '93三ツ矢サイダーCMイメージソング                                                                       |
| 1993年 | いつもまじめに君のこと               | テレビ東京系『徳光のTVコロンブス』エンディングテーマ                                                    |
| 1994年 | Sunshine of my heart                 | テレビ朝日系『まいど!音楽ラスベガス』エンディングテーマ                                                 |
| 1995年 | すべての悲しみにさよならするために   | 日本テレビ系『スーパーテレビ情報最前線』エンディングテーマ                                              |
| 1995年 | ライバル                             | ブルボン「バレンタイン&ホワイトデー」CMソング                                                           |
| 1995年 | 東京に来い（ビートルミクス）         | よみうりテレビ・日本テレビ系どんまい!!スポーツ&ワイド『紳助のサルでもわかるニュース』エンディングテーマ |
| 1995年 | 練馬美人（イメージモノラルミクス）   | NHK総合テレビ『作法の極意』エンディングテーマ                                                           |
| 1996年 | MAN                                  | 日本IBM「Palm Top PC 110」CMソング                                                                      |
| 1996年 | MAN                                  | テレビ東京『音楽牧場』エンディングテーマ                                                                |
| 1996年 | 涙の夕焼け                           | フジテレビ系『ビッグトゥデイ』エンディングテーマ                                                        |
| 1997年 | Songwriter                           | 日本テレビ系『ぶらり途中下車の旅』エンディングテーマ                                                    |
| 1997年 | ドラ・ドラ・ドライブ大作戦           | テレビ東京系『青い体験』コーナードラマ「ON THE WAVE 〜湘南グラフティ〜」主題歌                          |
| 1999年 | Happy Time Happy Song                | テレビ朝日系『ナイナイナ』テーマソング                                                                  |
| 1999年 | 今年もこうして二人でクリスマスを祝う | 高島屋「クリスマスキャンペーン」CMソング                                                                |
| 1999年 | 今年もこうして二人でクリスマスを祝う | テレビ東京系『音楽通信』エンディングテーマ                                                              |
| 2000年 | CLOSE TO ME                          | ロッテ「グリーンガム」CMソング                                                                          |
| 2002年 | 愛は勝つ                             | 三井住友海上自動車保険「MOST」CMソング                                                                  |
| 2003年 | 言えずのI LOVE YOU                   | BS-iドラマ『恋する日曜日』第21回「言えずのI LOVE YOU」主題歌                                            |
| 2006年 | カレーライス                         | MBS・TBS系ドラマ30『銭湯の娘!?』主題歌                                                                  |
| 2010年 | よければ一緒に                       | BSフジ『Beポンキッキ』テーマソング                                                                      |
| 2012年 | scene                                | 三幸製菓「おつかいチャレンジ」CMソング                                                                  |
| 2014年 | 愛は勝つ                             | 日本テレビ系金曜ロードSHOW!『最高のおもてなし』劇中歌                                                   |

## 書籍
- エッセイ「ぼけつバリほり」（1992年2月、ワニブックス）
- KAN in the BOOK 他力本願独立独歩33年の軌跡（2020年2月29日、シンコーミュージック）
- KAN詞集　きむらの和歌詞（2022年10月5日、シンコーミュージック）

## 出演

### ラジオ
- KANさんのアタックヤング（1988年10月17日 - 1999年4月2日、STVラジオ）
- MUSIC GUMBO（1989年6月1日開局時 - 1998年9月27日、FM802、隔週日曜担当）
- KANの45RPM（1991年 - 1993年、TOKYO FM）
- KANのアタヤンPUSH!（1999年4月9日 - 1999年10月1日、STVラジオ）
- KANのスーパーミュージック（1999年10月9日 - 2001年9月30日、STVラジオ）
- KANのロックボンソワ（2004年10月2日 - 2024年3月30日、STVラジオ） - 2023年10月より毎月第1土曜日の月1回の放送に変更となった[60]が翌月の放送回を病気療養休養[61]してそのまま死去した為、10月が最後の出演。
- Have a Nite Trip（2009年7月9日 - 2010年3月25日、interFM）
- KANと要のWabi-Sabiナイト（2010年10月2日 - 2023年9月30日、FM COCOLO）
  - Wabi-Sabi レディオ・ショー（2023年10月7日 - 、FM COCOLO） - 2023年10月にリニューアル。死去した為2023年10月21日が最後の出演[62]。

### テレビドラマ
- 熱血!新入社員宣言（1991年、TBS） - 胡桃沢富男（くるみざわ とみお）役 ※主人公と同じ寮に住む別の支店の銀行員兼ゲームプログラマー
- ステキな隠し撮り 〜完全無欠のコンシェルジュ〜（2011年、フジテレビ） - KAN 役

### バラエティ番組
- ドーナツ6（1987年10月5日 - 1989年3月31日、TBS系）
- 邦ちゃんのやまだかつてないテレビ（1991年、フジテレビ） - 番組中期に準レギュラーとして出演
- free beat（1999年10月 - 2000年9月、関西テレビ）
- 星の種（2000年4月11日 - 2001年3月27日、テレビ西日本）

### CM
- マクセル「カセットテープ」（1992年）
- ダスキン「くらしのリズムを整えよう エアコンクリーニング 金魚は見ていた編 15秒」（2020年） - ナレーション

### 映画
- LOVE DEATH（2006年、監督：北村龍平） - 医者 役
- ステキな金縛り（2011年、監督：三谷幸喜） - 矢部五郎 役

### NHK紅白歌合戦出場歴
| 年度/放送回              | 回 | 曲目     | 対戦相手 |
| ------------------------ | -- | -------- | -------- |
| 1991年（平成3年）/第42回 | 初 | 愛は勝つ | 南沙織   |